# Franck Adrien
Franck Adrien, de son véritable nom Franck Serafini, est un comédien et metteur en scène français, né le 14 novembre 1964 à Lyon.

## Filmographie

### Cinéma
- 1996 : La Divine poursuite de Michel Deville : l'homme de la mairie
- 2001 : Mon père, il m'a sauvé la vie de José Giovanni : surveillant
- 2002 : Le Papillon de Philippe Muyl : chef des secouristes
- 2003 : Le Coût de la vie de Philippe Le Guay : le vendeur de bouilloire
- 2004 : Malabar Princess de Gilles Legrand : gendarme Hélico
- 2004 : Camping à la ferme de Jean-Pierre Sinapi : le gendarme
- 2008 : La Jeune Fille et les Loups de Gilles Legrand : le collègue aviateur
- 2008 : La Femme de l'anarchiste de Peter Sehr : officier de police St. Aignan
- 2009 : Liberté de Tony Gatlif : gendarme
- 2010 : Noir océan de Marion Hänsel : le mécanicien
- 2010 : L'Âge de raison de Yann Samuell : employé hall
- 2011 : Notre paradis de Gaël Morel : Benoît
- 2012 : Cassos de Philippe Carrese : un des flics
- 2013 : 11.6 de Philippe Godeau : un flic de la PJ
- 2013 : La Vraie Vie des profs d'Emmanuel Klotz et Albert Pereira Lazaro : M. Fort
- 2014 : Bon rétablissement ! de Jean Becker : un médecin
- 2014 : L'Affaire SK1 de Frédéric Tellier : Major Figaret
- 2015 : Le Goût des merveilles d'Éric Besnard : l'aide-soignant
- 2015 : Pension complète de Florent Emilio Siri : Vincent
- 2016 : Amis publics d'Édouard Pluvieux : le papetier
- 2017 : Corporate de Nicolas Silhol : le délégué syndical
- 2018 : L'Incroyable Histoire du facteur Cheval de Nils Tavernier : le docteur
- 2021 : Pourris gâtés de Nicolas Cuche : directeur université

### Télévision
- 1995 : Le Malingot de Michel Sibra : l'interne
- 1996 : Chauffeur de maître d'Alain Nahum : Paul
- 1998 : De père en fils de Jérôme Foulon : Didier
- 2001 : Louis la brocante : Charcutier (épisode Louis et la mémoire de vigne)
- 2001 : Joséphine ange gardien (saison 5, épisode 3 : La fautive)
- 2002 : L'Affaire Martial de Jean-Pierre Igoux : le capitaine de gendarmerie
- 2002 : Sous bonne garde de Luc Béraud : le docteur Roux
- 2002 : Jean Moulin d'Yves Boisset : policier funiculaire
- 2002 : Les Sarments de la révolte de Christian François : Roland
- 2002 : Louis la Brocante : Fred (épisode Louis et les gitans)
- 2003 : Fabien Cosma : Jean-Pierre Moreau (épisode Jamais trop tard)
- 2003 : Lyon police spéciale : Leroy (épisode Apprivoisement)
- 2003 : L'Adieu de François Luciani : Capitaine Para
- 2003 : La Maîtresse du corroyeur de Claude Grinberg : le cafetier
- 2004 : Nicolas au pays des âmes de Patrice Martineau : Hugues Linnois
- 2004 : Plus belle la vie de Hubert Besson : le faussaire Brako
- 2004 - 2005 : Vice versa : le père de Thomas
- 2005 : Papa est formidable de Dominique Baron : Édouard
- 2005 : Le Mystère Alexia de Marc Rivière : Marco
- 2005 : Le juge est une femme : Maître Miller (épisode La petite marchande de fleurs)
- 2005 : Les Cordier, juge et flic : Brice Murat (épisode Délit de fuite)
- 2005 : Le Serment de Mado de François Luciani : l'avocat
- 2006 : Une femme d'honneur : Michel Deniau (épisode Sans mobile apparent)
- 2006 : Le juge est une femme : Olivier Lucas (épisode Des goûts et des couleurs)
- 2006 : Avocats et Associés : Bernie Killim (épisode Les deux font la paire)
- 2006 : Mafiosa : Carmino (saison 1)
- 2007 : Premier Suspect de Christian Bonnet : psy Sophie
- 2007 : Commissaire Valence : Greg (épisode Permis de tuer)
- 2007 : Sur le fil : Darrigade (épisode Tuyau percé)
- 2007 : Valentine et Cie de Patrice Martineau : Ludovic
- 2007 : Le Piano oublié de Henri Helman : Docteur Bardon
- 2007 : Sécurité intérieure : Commissaire Grubert
- 2007 : L'Affaire Sacha Guitry de Fabrice Cazeneuve : homme de la fouille
- 2007 : La Prophétie d'Avignon de David Delrieux : veilleur de nuit
- 2008 : Un mari de trop de Louis Choquette : avocat Alfred
- 2008 : Louis la Brocante : Franck (épisode Louis n'en dort plus)
- 2008 : Villa Marguerite de Denis Malleval : homme en gris
- 2008 : La Femme tranquille de Thierry Binisti : Jeannot
- 2008 : C'est mieux la vie quand on est grand de Luc Béraud : Crâne d'œuf
- 2008 : Charlotte Corday de Henri Helman : Robespierre
- 2008 : Une enfance volée : L'Affaire Finaly de Fabrice Genestal : Monsieur Charron
- 2008 : Joséphine ange gardien : le chef de chantier (saison 11, épisode 3 : Paris-Broadway)
- 2008 : Hold-up à l'italienne de Claude-Michel Rome : Rinaldi
- 2009 : Joséphine ange gardien : le producteur (saison 12, épisode 8 : Ennemis jurés)
- 2009 : Un flic : Lejeune (épisode Bruit numérique)
- 2009 : Sœur Thérèse.com : Franck Dufour (épisode Gros lot)
- 2009 : La Louve de Philippe Venault : Boutard
- 2009 : La Maîtresse du président de Jean-Pierre Sinapi : employé PTT
- 2010 : Darwin 2.0 de Vincent Amouroux : Luc Masson
- 2010 : Les Toqués : Huissier (épisode La cuisine de l'amour)
- 2010 : Les Diamants de la victoire de Vincent Monnet : Michel
- 2010 : La Commanderie de Didier Le Pêcheur : Mathieu le revenant
- 2010 : Trahie ! de Charlotte Brändström : Capitaine Agostini
- 2011-2016 : Plus belle la vie : Maître Jean-Pierre Léoni
- 2011 : Bienvenue à Bouchon de Luc Béraud : Capitaine Cloche
- 2011 : Jeanne Devère de Marcel Bluwal : policier
- 2011 : Les Nuits d'Alice de Williams Crépin : Freddy
- 2011 : Fais pas ci, fais pas ça : le légionnaire (épisode Engagez-vous !)
- 2012 : Caïn : Juge des affaires familiales (épisode  L'attaquant)
- 2012 : Frère et Sœur de Denis Malleval : maître nageur
- 2012 : Enquêtes réservées : Bacoli (épisode La mort n'oublie personne)
- 2012 : Mortel Été de Denis Malleval : Louveciennes
- 2013 : Cherif : Lefevre (épisode Faux semblants)
- 2013 : Profilage : Yann Bellot (saison 4, épisode 8 : De père en fils)
- 2013 : Les Vieux Calibres de Marcel Bluwal : chef de la sécurité
- 2013 : Pourquoi personne me croit ? de Jacques Fansten : policier
- 2013 : Les Mauvaises Têtes de Pierre Isoard : médecin
- 2014 : Le Voyage de monsieur Perrichon d'Éric Lavaine : le brigadier
- 2015 : Les Revenants (série) : Yan
- 2015 : Stavisky, l'escroc du siècle de Claude-Michel Rome : Victor Charbonnier
- 2015 : Envers et contre tous de Thierry Binisti : Delmas
- 2015 : Alex Hugo de Pierre Isoard : Technicien PST (saison 1, épisode 2 : La traque)
- 2015 : Le Sang de la vigne de René Manzor : Capitaine Dumont (épisode Pour qui sonne l'angélus ?)
- 2015 : Cassandre d'Éric Duret : Kessler (saison 1, épisode 1 : Le saut de l'ange)
- 2015 : La clinique du docteur H d'Olivier Barma : le légiste
- 2015 : La Vie des bêtes d'Orso Miret : officier SDAT
- 2016 : Alex Hugo : le légiste (saison 2, épisode 1 : Soleil noir)
- 2016 : Qui sème l'amour... de Lorenzo Gabriele : médecin ferme
- 2016 : Mallory de François Guérin : Camille Ferrand
- 2016 : Pacte sacré de Marion Sarraut
- 2016 : La Bonne Dame de Nancy de Denis Malleval : inspecteur Christian Jacques
- 2016 : Alliances rouge sang de Marc Angelo : Franck
- 2017 : Caïn : le directeur de prison (épisode La peau de Caïn)
- 2017 : Joséphine, ange gardien : Patrice Chamanier (saison 17, épisode 5 : Tes qi toi?)
- 2017 : Le Tueur du lac de Jérôme Cornuau : Joël Breton
- 2017 : Mongeville : directeur de l'hôtel (épisode Séminaire à vif)
- 2017 : On va s'aimer un peu, beaucoup... de Julien Zidi :  le Président
- 2017 : Crimes Parfaits : Philippe, compagnon d'Agnès (saison 1, épisodes 1 : Un bon chanteur est un chanteur mort et 2 : Aux innocents les mains pleines)
- 2018 : Speakerine de Laurent Tuel : Mercier
- 2018 : Les Impatientes de Jean-Marc Brondolo : Rémi Girard
- 2018 : Tandem : Antoine Carpentier (épisode Touché, coulé)
- Depuis 2019 : Un si grand soleil : le procureur Bernier
- 2019 : Crimes Parfaits : Philippe, compagnon d'Agnès (saison 2, épisodes 3 : Un mort peut en cacher un autre, 4 : C'est la taille qui compte et 8 : Au théâtre ce soir)
- 2019 : Balthazar : Gaëtan Aubry (saison 2, épisode 4 : Mauvaise rencontre)
- 2019 : Alex Hugo de Pierre Isoard : le légiste (saison 5, épisode 1 : La balade sauvage)
- 2020 : Peur sur le lac de Jérôme Cornuau : Joël Breton
- 2020 : La Stagiaire : Éric Duval (épisode Le silence de la mer)
- 2020 : Pourquoi je vis de Laurent Tuel : médecin
- 2021 - en cours : La Doc et le véto de Thierry Binisti : Fernand Pouzat
- 2021 : Mongeville (épisode Les Ficelles du métier )
- 2021 : Laval, le collaborateur de Laurent Heynemann : Henry du Moulin de Labarthète
- 2021 : Coups de sang de Christian Bonnet : Michel Saulnier
- 2021 : Noir comme neige d'Éric Valette : Philippe Carroz
- 2021 : Crimes parfaits : Philippe (saison 3, épisodes 10 : La balle est dans ton camp et 13 : Le pied à l’étrier)
- 2022 : Neige de Laurent Tuel : médecin ORL
- 2023 : Le Secret de la grotte de Christelle Raynal : Arnaud Vernon
- 2023  : Le Goût du crime de Chloé Micout : Philippe Marchand, maraîcher
- 2023 : Tout pour Agnès de Vincent Garenq : juge d'instruction Vendel
- 2024 : Un Soupçon de Philippe Dajoux : procureur Saunier
- 2024 : Panique au 31 de Gaël Leforestier : le gendarme
- 2025 : Comme une ombre d'Elsa Blayau : Jérôme Vanelli

## Théâtre

### Comédien
- 1986-1987 : saison complète au théâtre des comédiens réunis (Lyon)
  - Le Fils à papa de Michel Gerbaud, mis en scène par Gina Gelberti : rôle du ministre
- 1988 : Un chapeau de paille d'Italie d'Eugène Labiche, mis en scène par Jean-Paul Lucet
- 1990 : Le Marquis de Montefosco d'après Carlo Goldoni, mis en scène par Philippe Delaigue
- 1991 : Le Roi pêcheur de Julien Gracq, mis en scène par Jean-Paul Lucet ; rôle de Kingrival
- 1992 : Chantecler d'Edmond Rostand, mis en scène par Jean-Paul Lucet ; rôle du Canard
- 1994 : Notre-Dame de Paris de Victor Hugo, mis en scène par Jean-Paul Lucet ; rôle du mendiant
- 1995 : Athlètes de Philippe Faure, mis en scène par Jean-Paul Lucet ; rôle de Simon
- 1996 : Oncle Vania  d'Anton Tchekhov ; rôle de Téléguine
- 1996 : Ondine de Jean Giraudoux, mis en scène par Jean-Paul Lucet ; rôle d’Ulrich
- 1997 : Ce soir on improvise de Luigi Pirandello, mis en scène par Jean-Paul Lucet ; rôle de Mangini
- 1998 : Roméo et Juliette de William Shakespeare, mis en scène par Jean-Paul Lucet ; rôle de frère Jean
- 1999 : La Déposition d'Hélène Pedneault, mis en scène par Samuel Bousard
- 2000 : Jules César de William Shakespeare, mis en scène par Claude Lulé
- 2008 : Les Embiernes recommencent, spectacle d’Émilie Valantin
- 2009 : Polar, vos papiers !, spectacle de Gérard Guipont
- 2009 : Novecento d'après Alessandro Baricco, mis en scène par Michel Tallaron
- 2010 : Crimes du cœur de Beth Henley, mis en scène par André Tardy
- 2011 : L'Empire des rêves de Gérard Guipont, mis en scène par l’auteur

## Doublage

### Films d'animation
- Fate/Stay Night: Unlimited Blade Works (film 2010) : Gilgamesh
- Kabaneri of the Iron Fortress : The Battle of Unato : Unmo

### Séries d'animation
- A.I.C.O Incarnation : Professeur Kiriu, Toshihide Yura
- Baccano! : Bartolo Runorata, Goose Perkins
- Blood Lad : Franken Stein
- Broken Blades : Le Général Baldr
- Btooom! : Masashi Miyamoto
- Casshers Sins : Braiking Boss et Gido
- DanMachi : Mord, Ottar
- Fate/Stay Night : Gilgamesh
- Fate/Stay Night: Unlimited Blade Works : Gilgamesh, Assassin
- Full Metal Panic! The Second Raid : Belfangan Grousseaux
- Gals! : Mr Nakanishi
- Golgo 13
- Grappler Baki : Yujiro Hanma, Stridum
- Jormungand : Dragan Nicolaevich/Baldra
- Parasite : Dr Yui, Kazuyuki Izumi, Yamagishi
- Shigurui: Death Frenzy : Kogan Iwamoto
- Smile PreCure! : Ulric
- Zetman : Goro Kanzaki